# Alfabeto cirílico moldavo
El alfabeto cirílico moldavo es un alfabeto cirílico diseñado para el idioma rumano en la Unión Soviética (moldavo) y fue utilizado oficialmente desde 1924 hasta 1932 y desde 1938 hasta 1989 (y todavía se usa hoy en día en la región moldava de Transnistria).

## Historia
Hasta el siglo XIX, el rumano solía escribirse usando una variante local del alfabeto cirílico. Una variante basada en la escritura civil rusa reformada, introducida por primera vez a fines del siglo XVIII, se generalizó en Besarabia después de su anexión al Imperio ruso, mientras que el resto del Principado de Moldavia gradualmente cambió a un alfabeto latino, adoptado en su unión con Valaquia dio lugar a la creación de Rumania.

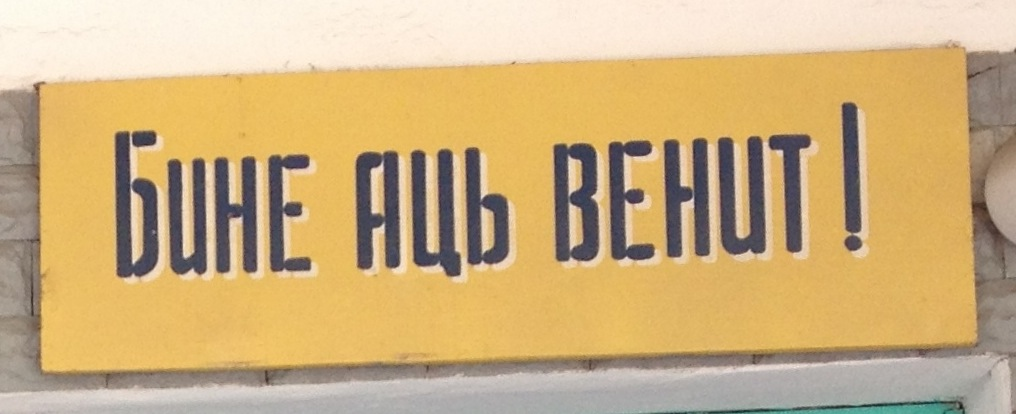
Letrero de «Bienvenido» (Bine ați venit!) escrito en alfabeto cirílico, Tiráspol, Transnistria, 2012.

El alfabeto cirílico moldavo se introdujo a principios de la década de 1920, en la apuesta soviética por estandarizar la ortografía del rumano en la República Autónoma Socialista Soviética de Moldavia, al mismo tiempo promoviendo objetivos políticos marcando una clara distinción de la ortografía rumana "burguesa" basada en el rumano introducida en Rumania en la década de 1860. Como en el caso de otros idiomas cirílicos en la Unión Soviética, como el ruso, el ucraniano o el bielorruso, se eliminaron los caracteres obsoletos y redundantes en un esfuerzo por simplificar la ortografía y aumentar la alfabetización. Fue abandonado por un alfabeto basado en el latín durante la campaña de latinización en toda la Unión en 1932. Su reintroducción fue decidida por el Comité Ejecutivo Central de la República Socialista Soviética Autónoma de Moldavia el 19 de mayo de 1938, aunque con una ortografía más similar al estándar ruso. Después de la ocupación soviética de Besarabia y el norte de Bucovina, se estableció como el alfabeto oficial de la República Socialista Soviética de Moldavia hasta 1989, cuando una ley se volvió al alfabeto rumano, estándar y de base latina.
Hubo varias solicitudes para volver al alfabeto latino, que se consideraba "más adecuado para el núcleo romance de la lengua" en la República Socialista Soviética de Moldavia. En 1965, las demandas del III Congreso de Escritores de la Moldavia Soviética fueron rechazadas por los dirigentes del Partido Comunista, considerándose el reemplazo "contrario a los intereses del pueblo moldavo y no que no refleja sus aspiraciones y esperanzas".
El alfabeto cirílico moldavo sigue siendo el alfabeto oficial y el único aceptado en Transnistria para este idioma.

## Descripción
Todas las letras de este alfabeto menos una se pueden encontrar en el alfabeto ruso moderno, con la excepción del carácter zhe (ж) con breve: Ӂ ӂ (U + 04C1, U + 04C2).
El siguiente cuadro muestra el alfabeto cirílico moldavo en comparación con el alfabeto latino actualmente en uso. Los valores del AFI se dan para el estándar literario posterior a 1957.
| Letra cirílica: | Equivalente latino actual: | Nombre       | Según lo empleado en este contexto:                             | AFI                                                        |
| --------------- | -------------------------- | ------------ | --------------------------------------------------------------- | ---------------------------------------------------------- |
| А а             | a                          | а            |                                                                 | /a/                                                        |
| Б б             | b                          | бе           |                                                                 | /b/                                                        |
| В в             | v                          | ве           |                                                                 | /v/                                                        |
| Г г             | g, gh                      | ге           | gh se usa antes de i o e, en otro lugar g                       | /g/                                                        |
| Д д             | d                          | де           |                                                                 | /d/                                                        |
| Е е             | e, ie                      | е            | ie después de una vocal o si se alterna con ia, en otra parte e | /e/, /je/                                                  |
| Ж ж             | j                          | же           |                                                                 | /ʒ/                                                        |
| Ӂ ӂ             | g, ge, gi                  | ӂе           | g antes de i y e, ge antes de a, gi en otro lugar               | /dʒ/                                                       |
| З з             | z                          | зе           |                                                                 | /z/                                                        |
| И и             | i, ii                      | и            | ii se utiliza al final de la palabra, i en otro lugar           | /i/                                                        |
| Й й             | i                          | и скурт      | antes y después de vocales                                      | /j/                                                        |
| К к             | c, ch                      | ка           | ch antes de i y e, c en otra parte                              | /k/                                                        |
| Л л             | l                          | ле           |                                                                 | /l/                                                        |
| М м             | m                          | ме           |                                                                 | /m/                                                        |
| Н н             | n                          | не           |                                                                 | /n/                                                        |
| О о             | o                          | о            |                                                                 | /o/                                                        |
| П п             | p                          | пе           |                                                                 | /p/                                                        |
| Р р             | r                          | ре           |                                                                 | /r/                                                        |
| С с             | s                          | се           |                                                                 | /s/                                                        |
| Т т             | t                          | те           |                                                                 | /t/                                                        |
| У у             | u                          | у            |                                                                 | /u/                                                        |
| Ф ф             | f                          | фе           |                                                                 | /f/                                                        |
| Х х             | h                          | ха           |                                                                 | /h/                                                        |
| Ц ц             | ț                          | це           |                                                                 | /ts/                                                       |
| Ч ч             | c, ce, ci                  | че           | c antes de i y e, ce antes de a, ci en otro lugar               | /tʃ/                                                       |
| Ш ш             | ș                          | ше           |                                                                 | /ʃ/                                                        |
| Ы ы             | â, î                       | ы            | â e î                                                           | /ɨ/                                                        |
| Ь ь             | i                          | семнул моале | Al final de una palabra (generalmente)                          | /ʲ/ (es decir, palatalización de la consonante precedente) |
| Э э             | ă                          | э            |                                                                 | /ə/                                                        |
| Ю ю             | iu                         | ю            |                                                                 | /ju/, /ʲu/                                                 |
| Я я             | ea, ia                     | я            | ea después de una consonante o е, ia en otro lugar              | /ja/, /ʲa/                                                 |